# Gladstone (Misuri)
Gladstone es una ciudad situada en el condado de Clay, Misuri, Estados Unidos. Tiene una población estimada, a mediados de 2023, de 27 329 habitantes.
Está situada en el área metropolitana de Kansas City, al norte del centro de la ciudad. 

## Geografía
La localidad está ubicada en las coordenadas 39°12′47″N 94°33′32″O / 39.21306, -94.55889. Según la Oficina del Censo, tiene una superficie total de 20.94 km², de los cuales 20.93 km² corresponden a tierra firme y 0.01 km² están cubiertos de agua.

## Demografía
Según el censo de 2020, en ese momento la ciudad tenía una población de 27 063 habitantes. La densidad de población era de 1293.02 hab./km². El 75.5% de los habitantes eran blancos, el 8.2% eran afroamericanos, el 0.6% eran amerindios, el 2.1% eran asiáticos, el 1.1% eran isleños del Pacífico, el 2.6% eran de otras razas y el 9.9% eran de una mezcla de razas. Del total de la población, el 8.5% eran hispanos o latinos de cualquier raza.